# Karl Armbrust
Karl Armbrust (* 2. Oktober 1867 in Itzehoe; † 27. Juli 1928 Kassel) war ein deutscher Maler.

## Leben
Karl Armbrust war ursprünglich Retoucheur bei einem Hoffotografen. Er studierte an der ehemaligen Akademie in Kassel bei Louis Kolitz und Wünnenberg.

Seine frühen Werke waren Bildnisse und Darstellungen aus der Mythologie und Industriegemälde aus der Arbeitswelt.

Armbrust lebte und arbeitete auch drei Jahre in den Niederlanden. Danach lebte und wohnte Armbrust im Stadtteil am Wolfsanger in Kassel und widmete sich vorwiegend der Landschaftsmalerei. Es entstanden ansprechende Ölgemälde von der Landschaft und den Orten aus der Umgebung. Das landschaftliche Flair erinnert an alte Zeiten.

## Werke
- Grebenstein im Winter
- Jungfernturm in Grebenstein
- Immenhausen Ortsansicht
- Sababurg im Reinhardswald

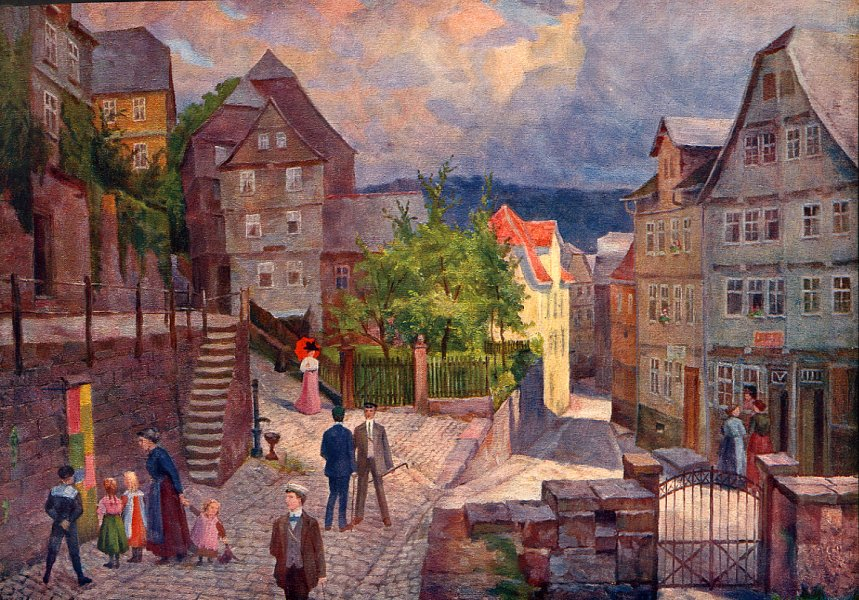
Marburger Studenten um 1910 von Karl Armbrust

- Alte Schwalmbrücke mit Hexenturm in Treysa